# Sarah Natochenny
Sarah Natochenny (Nueva York, 20 de septiembre de 1987) es una actriz de voz estadounidense. Es conocida por proporcionar la voz de Ash Ketchum en el anime de la saga Pokémon y películas de esta desde el año 2005, tomando el relevo de Veronica Taylor.
Más recientemente, ha estado apareciendo en videos en el sitio web de comedia, CollegeHumor.com.

### Primeros años
Natochenny nació el 20 de septiembre de 1987 en el barrio de Forest Hills del distrito de Queens de la ciudad de Nueva York.
Cuando tenía 12 años, participó en los Juegos Olímpicos Junior de 1999, donde ganó una medalla de bronce en gimnasia rítmica.
Se graduó de Brooklyn Technical High School en 2005. Luego estudió en el Programa de Actores Jóvenes del Instituto de Teatro Lee Strasberg, así como en Upright Citizens Brigade y Magnet Theatre en la ciudad de Nueva York.

## Filmografía

### Películas
| Año  | Título                                                     | Personaje                                       | Notas                    |
| ---- | ---------------------------------------------------------- | ----------------------------------------------- | ------------------------ |
| 2006 | The Mastermind of Mirage Pokémon                           | Ash Ketchum                                     | Voz                      |
| 2006 | Pokémon Ranger y el Templo del Mar                         | Ash Ketchum Clamperl                            | Voces                    |
| 2007 | Pokémon 10: El desafío de Darkrai                          | Ash Ketchum Buneary Staravia                    | Voces                    |
| 2008 | Pokémon 11: Giratina y el defensor de los cielos           | Ash Ketchum                                     | Voz                      |
| 2009 | Pokémon 12: Arceus y la joya de la vida                    | Ash Ketchum Buneary Staraptor                   | Voces                    |
| 2010 | Pokémon: Zoroark: El Maestro de Ilusiones                  | Ash Ketchum                                     | Voz                      |
| 2011 | Month to Month                                             | Celine                                          | Voz                      |
| 2012 | Pokémon 15: Kyurem contra el Espadachín Místico            | Ash Ketchum                                     | Voz                      |
| 2013 | Pokémon 16: Pokémon Genesect y el despertar de una leyenda | Ash Ketchum                                     | Voz                      |
| 2013 | Axel, el pequeño gran héroe                                | Boca                                            | Voz                      |
| 2014 | Pokémon 17: Diancie y la crisálida de la destrucción       | Ash Ketchum                                     | Voz                      |
| 2015 | Pokémon 18: Hoopa y un duelo histórico                     | Ash Ketchum                                     | Voz                      |
| 2015 | Yoko y sus amigos                                          | Vik                                             | Voz                      |
| 2016 | Ovejas y lobos                                             | Khavi                                           | Voz                      |
| 2016 | Pokémon: Volcanion y la maravilla mecánica                 | Ash Ketchum                                     | Voz                      |
| 2016 | Pixi Saves Christmas                                       | Kepa Elfielle Anelfe Anelfula Voces adicionales | Voces                    |
| 2017 | Pokémon ¡Te elijo a ti!                                    | Ash Ketchum Delia Ketchum                       | Voces                    |
| 2017 | Harvie y el museo mágico                                   | Mónica Pueblerinos Marionetas                   | Voces                    |
| 2017 | Mazinger Z: Infinity                                       | Voces adicionales                               |                          |
| 2017 | Pororo, Dinosaur Island Adventure                          | Crong Hamster Tricolor                          | Voces                    |
| 2017 | Girls und Panzer das Finale: Part I                        | Klara                                           | Voz                      |
| 2018 | Peter Pan: The Quest for the Never Book                    | Campanilla                                      | Voz                      |
| 2018 | Pokémon: El poder de todos                                 | Ash Ketchum Voces adicionales                   | Voces                    |
| 2019 | Ovejas y lobos 2                                           | Marlene Voces adicionales                       | Voces                    |
| 2019 | We are the Shuffletons                                     | Matty                                           | Voces (Película para TV) |
| 2019 | I Adore Dolores                                            | Dorma McDormald                                 | Voces (Película para TV) |
| 2019 | Pokémon: Mewtwo contraataca - Evolución                    | Ash Ketchum                                     | Voces                    |
| 2020 | Pokémon: los secretos de la selva                          | Ash Ketchum Delia Ketchum Voces adicionales     | Voces                    |
| 2021 | Equipo Foca                                                | Tiburón                                         | Voz                      |
| 2023 | Unicorn Boy                                                | Príncipe Purpleton                              | Voz                      |

### Televisión
| Año         | Título                                            | Personaje | Notas                             |
| ----------- | ------------------------------------------------- | --- | --------------------------------- |
| 2007        | Chris Toons                                       | Marie Wanson |                                   |
| 2009 - 2010 | Yu-Gi-Oh! 5D's                                    | Stephanie | 2 episodios (Temporada 3)         |
| 2010        | Supermodel Moving Company                         | Super Modelo |                                   |
| 2009 - 2011 | CollegeHumor                                      | Sarah Judge SuperModelo | 3 episodios (Temporada 1)         |
| 2012 - 2013 | Mansome                                           | Stacy | 3 episodios (Temporadas 1 - 2)    |
| 2014        | That Couple You Know                              | Lois |                                   |
| 2014        | Yu-Gi-Oh! Arc-V                                   | Aura Sentia | 1 episodio (Temp. 1 Ep. 2)        |
| 2015        | Hoopa Appear Plan!!                               | Ash Ketchum | 6 episodios (Temporada 1)         |
| 2014 - 2016 | Super 4                                           | Twinkle | 22 episodio (Temporada 1)         |
| 2014 - 2016 | Robin Hood, travesuras en Sherwood                | Marian | 52 episodio (Temporadas 1 - 2)    |
| 2016        | Winx Club                                         | Silke | 2 episodio (Temporada 1)          |
| 2016        | Lastman                                           | Voces adicionales | 6 episodio (Temporada 1)          |
| 2019        | Apollon le grillon et les drôles de petites bêtes | Betty Bee | 6 episodios (Temporada 1)         |
| 2010 - 2019 | El libro de la selva (serie animada)              | Mowgli | 156 episodios (Temporadas 1 - 3)  |
| 2018 - 2019 | Camp Camp                                         | Vera | 2 episodios (Temporadas 3 - 4)    |
| 2016 - 2019 | Yoko                                              | Vik | 59 episodios (Temporada 1 - 2)    |
| 2019 - 2020 | Viajes Pokémon                                    | Ash Ketchum Delia Ketchum | 12 episodios (Temporadas 1 - 2)   |
| 2020        | Bread Barbershop                                  | Baloncestista | 1 episodio (Temp. 1 Ep. 6)        |
| 2018 - 2021 | 44 Gatos                                          | Lampo Igor Punky Dampo | 37 episodios (Temporada 1 - 2)    |
| 2021        | Pokémon Master Journeys: The Series               | Ash Ketchum |                                   |
| 2022        | Pokémon: Las Crónicas de Arceus                   | Ash Ketchum | 3 episodio (Temporada 1)          |
| 2005 - 2023 | Pokémon                                           | Ash Ketchum Delia Ketchum Blissey Budew Blissey Buneary Burmy Chansey Chinchou Clefable Diglett Espurr Lopunny Mimikyu Medicham Meowstic Misdreavus Roselia Roserade Shellos Staraptor Staravia Starly Surskit Wigglytuf Wingull Super Pikachu Voces adicionales | 802 episodios (Temporadas 9 - 25) |

### Videojuegos
| Año  | Título                                   | Personaje                                                            | Notas |
| ---- | ---------------------------------------- | -------------------------------------------------------------------- | ----- |
| 2006 | Bullet Witch                             | Alicia                                                               | Voz   |
| 2010 | PokéPark Wii: Pikachu's Adventure        | Starly Staravia Staraptor Buneary Lopunny Roselia Roserade Mismagius | Voces |
| 2011 | PokéPark 2: Un mundo de ilusiones        | Starly Staravia Buneary Lopunny Roselia Mismagius                    | Voces |
| 2012 | The Dark Knight Rises                    | Voces adicionales                                                    |       |
| 2013 | Dungeon Hunter 4                         | Madie                                                                |       |
| 2013 | Gangstar Vegas                           | Roni Q                                                               |       |
| 2013 | Grand Theft Auto V                       | Diferentes ciudadanos                                                | Voces |
| 2013 | Thor: The Dark World - The Official Game | Sif                                                                  | Voz   |
| 2015 | Dungeon Hunter 5                         | Madie                                                                | Voz   |
| 2016 | Paladins: Champions of the Realm         | Dragon Hunter Tyra Drakefire Tyra                                    | Voces |
| 2017 | White Day: A Labyrinth Named School      | Han So-young                                                         | Voz   |
| 2017 | Modern Combat Versus                     |                                                                      | Voz   |
| 2018 | Dead Rivals                              | Voces adicionales                                                    |       |
| 2018 | Super Smash Bros. Ultimate               | Chansey                                                              | Voz   |
| 2019 | Pokémon Masters EX                       | Ash Ketchum                                                          | Voz   |

### Cortometrajes
| Año  | Título                  | Personaje     | Notas |
| ---- | ----------------------- | ------------- | ----- |
| 2004 | Junebug and Hurricane   | Granddaughter | Voz   |
| 2011 | Just Killing Time       | Kukla         | Voz   |
| 2014 | Pikachu, ¿qué llave es? | Ash Ketchum   | Voz   |
| 2015 | The Sea Is Blue         | Bean          | Voz   |
| 2021 | Weee Wooo               | Weee Wooo     | Voz   |
| 2023 | The Vampire Machine     | Elizabeth     | Voz   |